# 共康路駅
座標: 北緯31度19分8秒 東経121度26分35秒 / 北緯31.31889度 東経121.44306度
共康路駅（きょうこうろ-えき）は、中華人民共和国上海市静安区に位置する上海軌道交通1号線の駅。

## 駅構造
- 相対式ホーム2面2線の高架駅。

## 歴史
- 2004年12月28日 - 開業。

## 隣の駅
上海軌道交通
■1号線
彭浦新村駅 - 共康路駅 - 通河新村駅